# Ajrag járás
Ajrag járás (mongol nyelven: Айраг сум) Mongólia Kelet-Góbi tartományának egyik járása. Területe 7400 km². Népessége kb. 3200 fő.
Székhelye, Cagándörvöldzs / Har-Ajrag (Цагаандөрвөлж / Хар-Айраг) 135 km-re fekszik Szajnsand tartományi székhelytől.